# Puccinia emaculata
Puccinia emaculata är en svampart som beskrevs av Schwein. 1832. Puccinia emaculata ingår i släktet Puccinia och familjen Pucciniaceae.   Inga underarter finns listade i Catalogue of Life.

## Bildgalleri

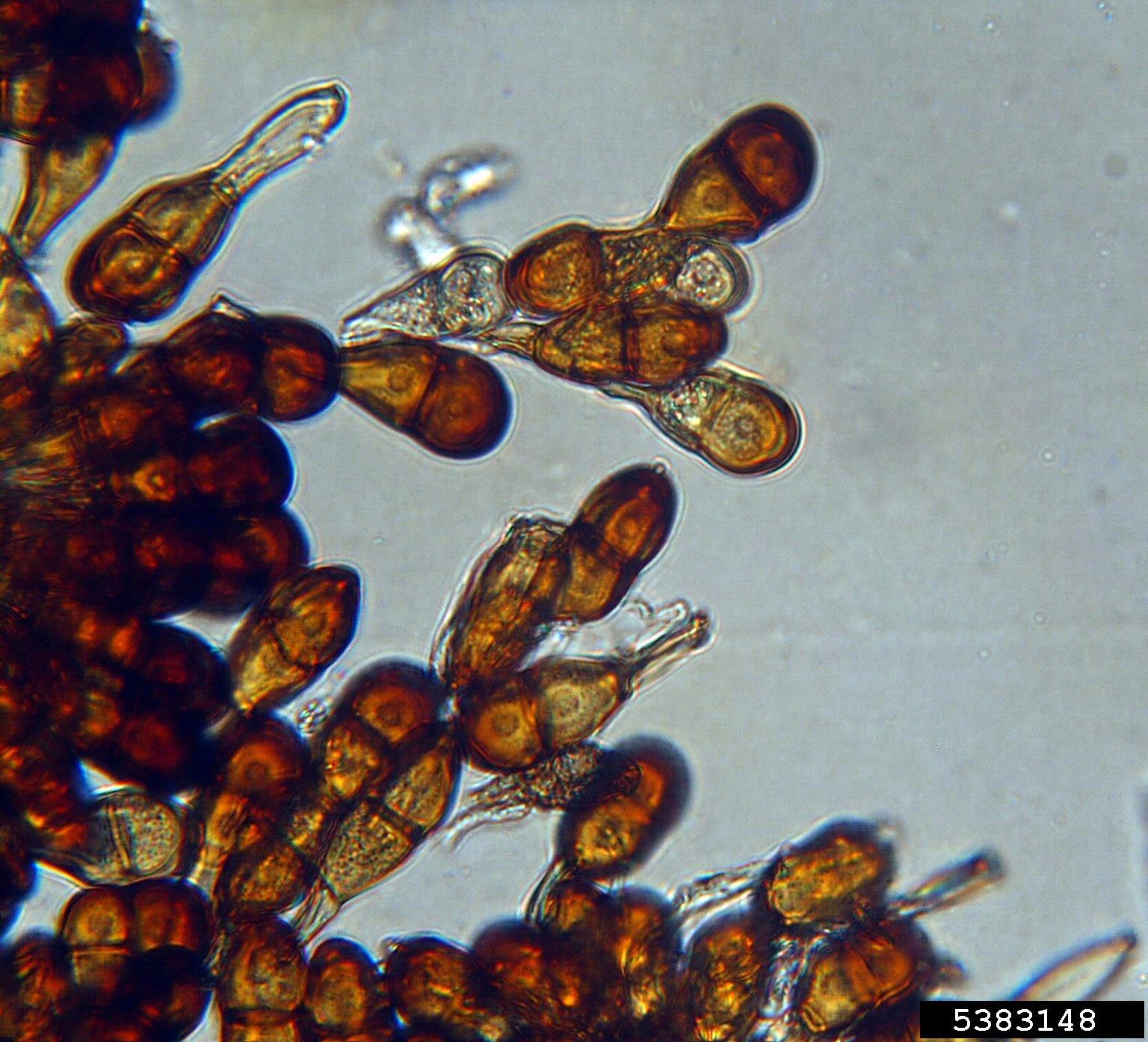
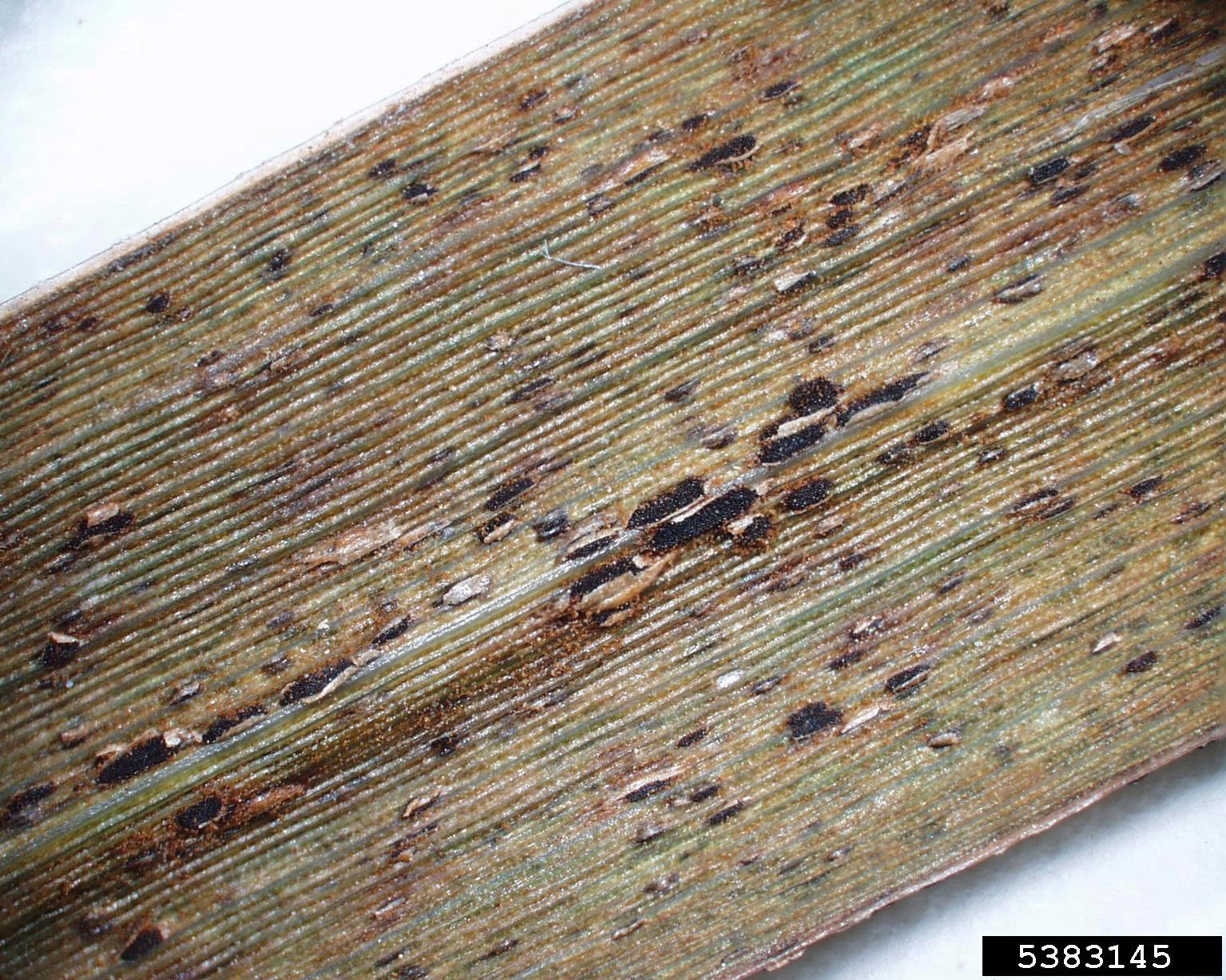